# هاتف نادری
هاتف نادری (زادهٔ ۹ فروردین ۱۳۷۹) بازیکن فوتبال اهل ایران است که در پست هافبک هجومی بازی می‌کند.